# Trapezoedru pentagonal
În geometrie un trapezoedru pentagonal este un romboedru (un poliedru tridimensional cu fețe în formă de romboizi) în care, în plus, toate fețele sunt congruente. Avînd zece fețe, este un decaedru.
Face parte din seria infinită de poliedre duale tranzitive pe fețe ale antiprismelor. Poate fi descompus în două piramide pentagonale și o antiprismă pentagonală la mijloc. De asemenea, poate fi descompus în două piramide pentagonale și un dodecaedru la mijloc.

## Zarul cu 10 fețe
Trapezoedrul pentagonal a fost brevetat pentru a fi folosit ca zar cu 10 fețe (adică „echipament de joc”) în 1906. La aceste zaruri forma lor se apropie de cea a octaedrului regulat (care, la rândul său, poate fi folosit ca zar cu 8 fețe).
Brevetele ulterioare privind zarurile cu zece fețe au adus designului de bază perfecționări minore, prin rotunjirea sau trunchierea muchiilor. Acest lucru permite ca zarul să se rostogolească mai ușor, astfel că rezultatul este mai puțin previzibil. Un astfel de rafinament a devenit notoriu la Gen Con din 1980 când se credea, incorect, că brevetul acoperea toate variantele zarurilor cu zece fețe.
Aplicația tipică sunt jocurile de societate în care intervin procentele. De obicei zarurile cu zece fețe sunt numerotate de la 0 la 9, deoarece acest lucru permite aruncarea a două pentru a obține un rezultat procentual. În cazul în care un zar reprezintă „zecile”, celălalt reprezintă „unitățile”, prin urmare un rezultat de 7 pe primul și 0 pe cel din urmă ar indica un procent de 70. Un rezultat de dublu zero este de obicei interpretat ca 100. Unele zaruri cu fețe (numite adesea „zaruri procentuale”) sunt vândute în seturi de câte două, unde unul este numerotat de la 0 la 9, iar celălalt de la 00 la 90 în trepte de 10, făcând astfel imposibilă identificarea greșită care este zarul care indică zecile și care indică unitățile. Zarurile cu zece fețe pot fi, de asemenea, numerotate de la 1 la 10 pentru a fi folosite în jocuri în care este de dorit un număr aleatoriu în acest interval, sau zero poate fi interpretat drept 10 în această situație.

Exemple de zaruri cu 10 fețe
Zar cu 10 fețe
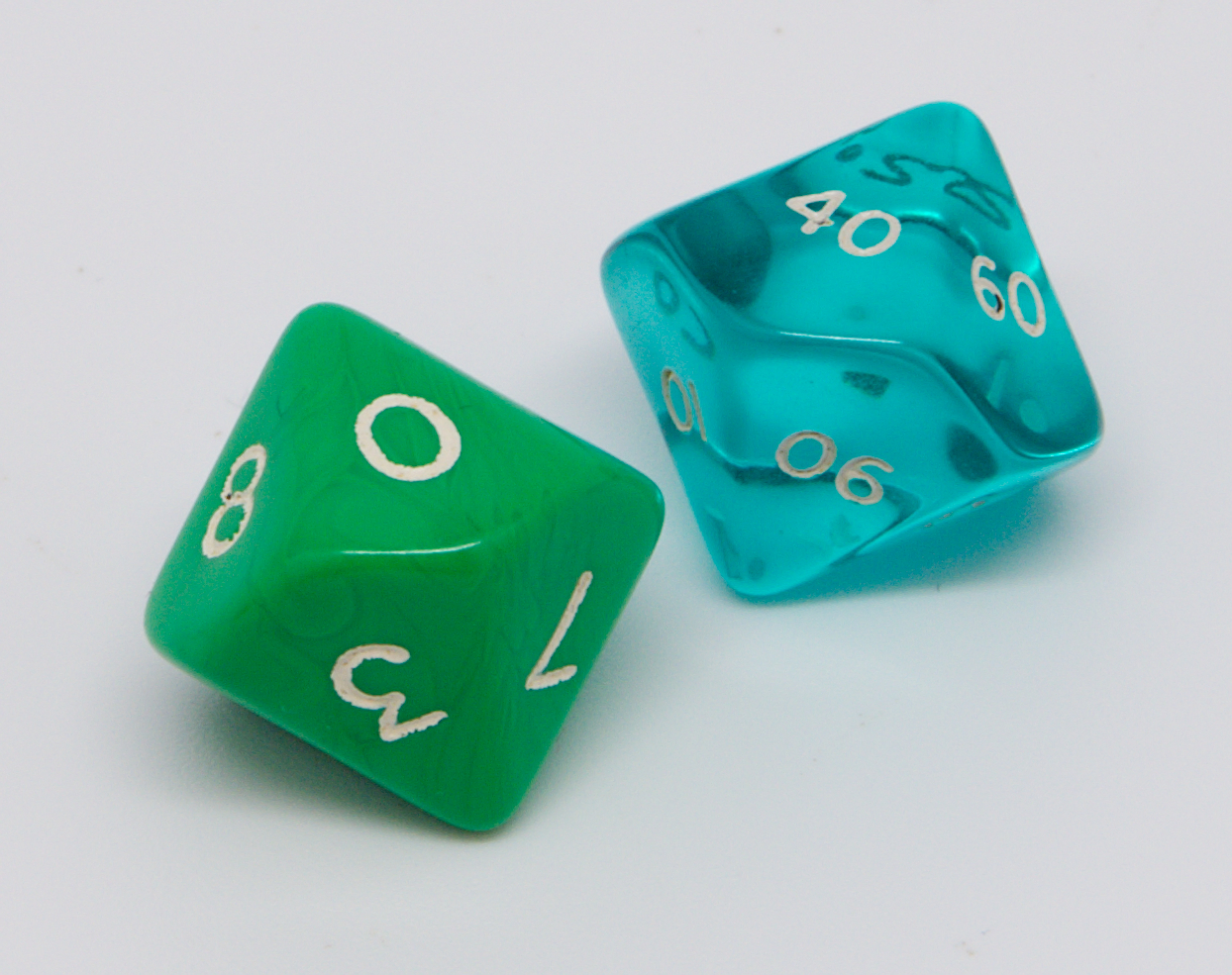
Zaruri procentuale
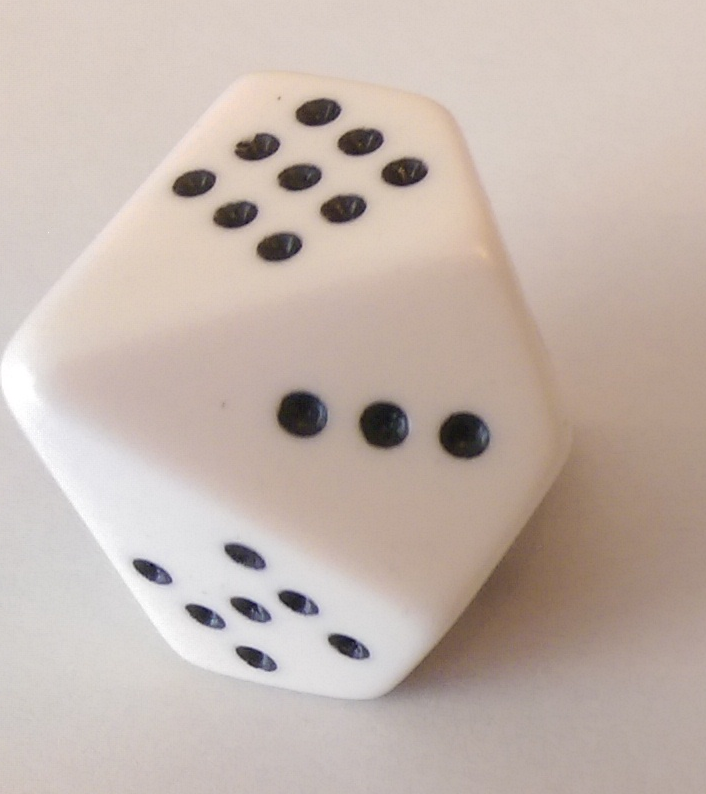
Zar marcat cu puncte
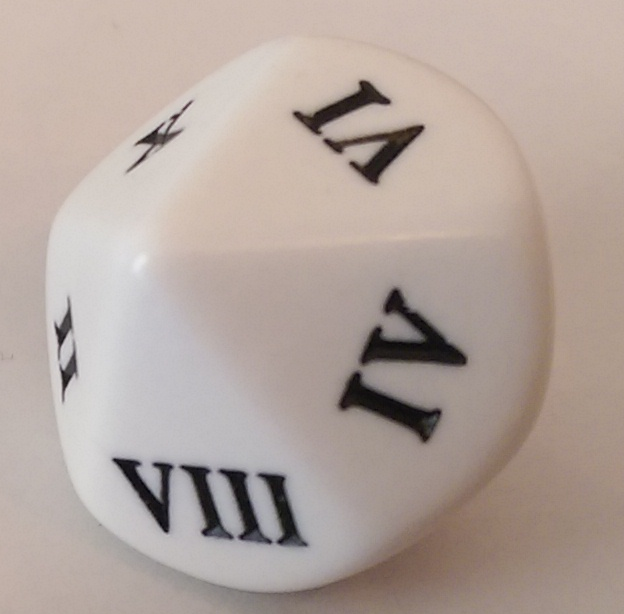
Zar marcat cu cifre romane
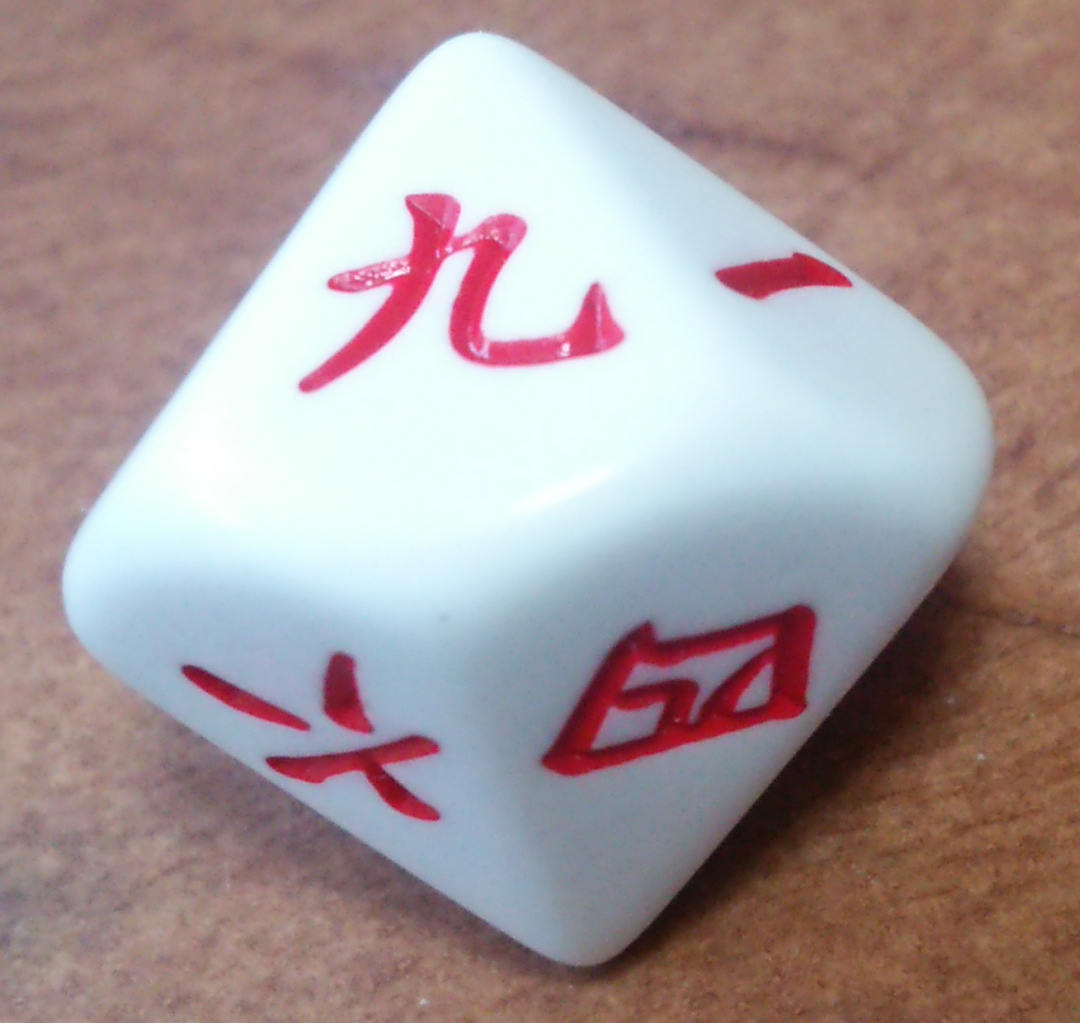
Zar chinezesc

## Poliedre înrudite
| Nume trapezoedru   | Trapezoedru digonal (tetraedru) | Trapezoedru trigonal | Trapezoedru tetragonal | Trapezoedru pentagonal | Trapezoedru hexagonal | Trapezoedru heptagonal | Trapezoedru octogonal | Trapezoedru decagonal | Trapezoedru dodecagonal | ...          | Trapezoedru apeirogonal |
| ------------------ | ------------------------------- | -------------------- | ---------------------- | ---------------------- | --------------------- | ---------------------- | --------------------- | --------------------- | ----------------------- | ------------ | ----------------------- |
| Imagine            |                                 |                      |                        |                        |                       |                        |                       |                       |                         | ...          |                         |
| Pavare sferică     |                                 |                      |                        |                        |                       |                        |                       |                       |                         | Pavare plană |                         |
| Configurația feței | V2.3.3.3                        | V3.3.3.3             | V4.3.3.3               | V5.3.3.3               | V6.3.3.3              | V7.3.3.3               | V8.3.3.3              | V10.3.3.3             | V12.3.3.3               | ...          | V∞.3.3.3                |

### Pavare sferică

Trapezoedru pentagonal sferic

Trapezoedrul pentagonal există și ca pavare sferică, cu 2 vârfuri la poli și celelalte vârfuri egal distanțate deasupra și dedesubtul ecuatorului. 